# マイケル・コペック
マイケル・タルバート・コペック（Michael Talbert Kopech, 1996年4月30日 - ）は、アメリカ合衆国テキサス州タイタス郡マウント・プレザント出身のプロ野球選手（投手）。右投右打。MLBの  ロサンゼルス・ドジャース所属。

## 経歴

### プロ入りとレッドソックス傘下時代
2014年にMLBドラフト1巡目追補（全体33位）でボストン・レッドソックスから指名され、6月17日に推定150万ドルで契約を結び、プロ入りを果たした。6月20日に傘下のルーキー級ガルフ・コーストリーグ・レッドソックスに配属された。8試合に先発登板して0勝1敗、防御率4.61、16奪三振を記録した。
2015年は4月7日にグリーンビル・ドライブに配属され、開幕を迎えた。禁止薬物を使用して50試合に出場停止処分が科され、7月16日に制限リストに登録された。9月23日に制限リストから解除された。最終的に16試合（15試合に先発）登板して4勝5敗、防御率2.63、70奪三振を記録した。
2016年は開幕を前年同様にA級グリーンビルで迎えた。4月7日に7日間の故障者リストに登録された。6月16日にリハビリのためA-級ローウェル・スピナーズに配属された。6月23日にA+級のセイラム・レッドソックスに配属された。7月1日に7日間の故障者リストに登録された。7月7日に故障者リストから解除された。最終的に2球団合計で11試合に先発登板して4勝1敗、防御率2.08、86奪三振を記録した。オフにはアリゾナ・フォールリーグに派遣され、サプライズ・サグアロスに所属した。6試合に先発登板した。

### ホワイトソックス時代
2016年12月6日にクリス・セールとのトレードで、ヨアン・モンカダ、ルイス・アレクサンダー・バサベ、ビクター・ディアスと共にシカゴ・ホワイトソックスへ移籍し、同日中に傘下のA+級ウィンストン＝セイラム・ダッシュに配属された。
2017年開幕前の1月23日に招待選手としてスプリングトレーニングに参加が発表した。4月5日に傘下のAA級バーミングハム・バロンズへ配属され、開幕を迎えた。6月29日にオールスター・フューチャーズゲームに選出された。7月7日にテンポラリー・インアクティブ・リストに登録され、10日に同リストから解除された。8月18日にマーク・ロウの自由契約に伴い、AAA級シャーロット・ナイツに昇格した。この年は2球団合計で25試合に先発登板して9勝8敗、防御率2.88、65奪三振を記録した。
2018年にMLB.comが発表したプロスペクトランキングでは10位（シーズン途中で13位に下降）、ホワイトソックスの組織内では2位にランクインした。シーズンでは開幕からAAA級シャーロットでプレーし、8月21日にメジャー契約を結んでアクティブ・ロースター入りした。メジャーデビューとなった同日のミネソタ・ツインズ戦では先発して2回を無失点に抑えた（勝敗付かず）。9月8日、右肘のトミー・ジョン手術を受けるため、2019年シーズンは全休となる見込みと報道された。
2019年は前年の手術の影響もあり、全休した。
2020年は新型コロナウイルスの感染予防を理由にシーズンの欠場を表明した。
2021年4月2日のロサンゼルス・エンゼルス戦で3年ぶりにメジャー公式戦登板を果たした。

### ドジャース時代
2024年7月30日に3チーム間のトレードで、トミー・エドマンと共にロサンゼルス・ドジャースへ移籍した。

## 投球スタイル
| 球種           | 割合 | 平均球速 | 平均球速 | 最高球速 | 最高球速 |
| 球種           | %    | mph      | km/h     | mph      | km/h     |
| フォーシーム   | 64.4 | 97.3     | 156.6    | 101      | 162.5    |
| スライダー     | 29.6 | 84.1     | 135.3    | 88.9     | 143.1    |
| カーブ         | 3.5  | 78.7     | 126.7    | 81.4     | 131      |
| チェンジアップ | 2.6  | 89.7     | 144.4    | 90.9     | 146.3    |

マイナーの試合で最速105mph（約169km/h）を計測したフォーシームが武器。変化球はスライダーやカーブ、チェンジアップ。

## 人物
2019年に女優のバネッサ・モーガンとの婚約を発表し、2020年1月に結婚したが、同年6月に早くも離婚した。なお、離婚後の2021年1月に第一子が誕生している。その後はフィットネスインストラクターのモーガン・エウディーと交際し、2022年5月にはエウディーとの間に第二子が誕生。2023年に婚約した。また、エウディーには前の交際相手との間に生まれた娘がいる。

## 詳細情報

### 年度別投手成績
| 年 度    | 球 団    | 登 板 | 先 発 | 完 投 | 完 封 | 無 四 球 | 勝 利 | 敗 戦 | セ 丨 ブ | ホ 丨 ル ド | 勝 率 | 打 者 | 投 球 回 | 被 安 打 | 被 本 塁 打 | 与 四 球 | 敬 遠 | 与 死 球 | 奪 三 振 | 暴 投 | ボ 丨 ク | 失 点 | 自 責 点 | 防 御 率 | W H I P |
| -------- | -------- | ----- | ----- | ----- | ----- | -------- | ----- | ----- | -------- | ----------- | ----- | ----- | -------- | -------- | ----------- | -------- | ----- | -------- | -------- | ----- | -------- | ----- | -------- | -------- | ------- |
| 2018     | CWS      | 4     | 4     | 0     | 0     | 0        | 1     | 1     | 0        | 0           | .500  | 68    | 14.1     | 20       | 4           | 2        | 0     | 5        | 15       | 1     | 0        | 8     | 8        | 5.02     | 1.53    |
| 2021     | CWS      | 44    | 4     | 0     | 0     | 0        | 4     | 3     | 0        | 15          | .571  | 285   | 69.1     | 54       | 9           | 24       | 1     | 1        | 103      | 3     | 0        | 27    | 27       | 3.50     | 1.13    |
| 2022     | CWS      | 25    | 25    | 0     | 0     | 0        | 5     | 9     | 0        | 0           | .357  | 494   | 119.1    | 85       | 15          | 57       | 0     | 3        | 105      | 2     | 2        | 53    | 47       | 3.54     | 1.19    |
| 2023     | CWS      | 30    | 27    | 0     | 0     | 0        | 5     | 12    | 0        | 0           | .294  | 591   | 129.1    | 115      | 29          | 91       | 0     | 11       | 134      | 9     | 0        | 80    | 78       | 5.43     | 1.59    |
| 2024     | CWS      | 43    | 0     | 0     | 0     | 0        | 2     | 8     | 9        | 1           | .200  | 191   | 43.2     | 35       | 8           | 24       | 2     | 5        | 59       | 5     | 2        | 24    | 23       | 4.74     | 1.35    |
| 2024     | LAD      | 24    | 0     | 0     | 0     | 0        | 4     | 0     | 6        | 8           | 1.000 | 88    | 24.0     | 9        | 1           | 10       | 0     | 0        | 29       | 1     | 0        | 3     | 3        | 1.13     | 0.79    |
| '24計    | LAD      | 67    | 0     | 0     | 0     | 0        | 6     | 8     | 15       | 9           | .429  | 279   | 67.2     | 44       | 9           | 34       | 2     | 5        | 88       | 6     | 2        | 27    | 26       | 3.46     | 1.15    |
| MLB：5年 | MLB：5年 | 170   | 60    | 0     | 0     | 0        | 21    | 33    | 15       | 24          | .389  | 1717  | 400.0    | 318      | 66          | 208      | 3     | 25       | 445      | 21    | 4        | 195   | 186      | 4.19     | 1.32    |

- 2024年度シーズン終了時

### 年度別守備成績
| 年 度 | 球 団 | 投手（P） | 投手（P） | 投手（P） | 投手（P） | 投手（P） | 投手（P） |
| 年 度 | 球 団 | 試 合     | 刺 殺     | 補 殺     | 失 策     | 併 殺     | 守 備 率  |
| ----- | ----- | --------- | --------- | --------- | --------- | --------- | --------- |
| 2018  | CWS   | 4         | 1         | 1         | 0         | 0         | 1.000     |
| 2021  | CWS   | 44        | 1         | 1         | 0         | 0         | 1.000     |
| 2022  | CWS   | 25        | 0         | 3         | 1         | 0         | .750      |
| 2023  | CWS   | 30        | 8         | 5         | 0         | 0         | 1.000     |
| 2024  | CWS   | 43        | 3         | 2         | 0         | 0         | 1.000     |
| 2024  | LAD   | 24        | 3         | 0         | 1         | 0         | .750      |
| '24計 | LAD   | 67        | 6         | 2         | 1         | 0         | .889      |
| MLB   | MLB   | 170       | 16        | 12        | 2         | 0         | .933      |

- 2024年度シーズン終了時

### 背番号
- 34（2018年、2021年 - 2024年途中）
- 45（2024年途中 - ）

### 記録
MiLB
- オールスター・フューチャーズゲーム選出：1回（2017年）